# Thaleria orientalis
Thaleria orientalis là một loài nhện trong họ Linyphiidae.
Loài này thuộc chi Thaleria. Thaleria orientalis được Andrei V. Tanasevitch miêu tả năm 1984.